# 侯英超
侯 英超（こう えいちょう、拼音: Hóu Yīngchāo ホウ・インチャオ、1980年6月15日 - ）は、中国出身の卓球選手。日本のTリーグは名前の読みを「ほう えいちょう」としている。
上海交通大学。Tリーグ、木下マイスター東京所属。元中国代表。戦型はカット主戦型。ITTF世界ランクキングU21男子シングルス最高3位。ITTF世界ランキング男子シングルス最高10位。現在はカナダの卓球協会に登録されているが、国籍は取得していない。ユニバーシアード男子シングルス、団体の世界チャンピオン。2019年には39歳にして、全中国卓球選手権大会男子シングルスで19年ぶり二度目の優勝を果たした。

## プレースタイル
バック面に表ソフトを貼ることで、強いスピンのかかったカットとナックルカットを使い分ける。前にボールを落とされた際も、表ソフトであることを活かしてとくにラケットを反転させずにバックスマッシュを叩き込むことができる。フォアハンドにはスピードがないものの、強烈な横回転のかかったカーブドライブやカーブロングを用い打ち合いにする展開が多い。それらには、時折下回転が入っているものもあり、変化が凄まじい。

## 主な戦績
- 1998年 全中国ユース卓球選手権大会 男子シングルス準優勝
- 2000年 全中国卓球選手権大会 男子シングルス優勝
- 2001年 フィンランドオープン 男子シングルス優勝
- 2003年 アジア選手権大会 男子団体優勝
- 2015年～2016年 ヨーロッパチャンピオンズリーグ 団体優勝
- 2019年 全中国卓球選手権大会 男子シングルス優勝